# Thomas Kürstner
Thomas Kürstner (* 1972 in Weimar) ist ein deutscher Musiker und Performer, der größtenteils am Theater tätig ist.

## Leben
Kürstner studierte Musikwissenschaft, Komposition und Germanistik in Halle, später dann auch in Dresden, Wien und Berlin.
Er arbeitet seit mehreren Jahren als Musiker und Komponist an deutschsprachigen Bühnen, unter anderem in Frankfurt am Main, Berlin, Hannover, Hamburg, Zürich, Wien und München. Von 2001 bis 2003 war er zusammen mit seinem Musikerkollegen Sebastian Vogel musikalischer Leiter am Frankfurter Theater am Turm. 2003 wechselten beide als Komponisten und Hausmusiker an das Burgtheater in Wien, hier entstanden u. a. die Bühnenmusiken zu den Uraufführungen von Elfriede Jelineks Stücken Das Werk und Babel sowie Gert Jonkes Die versunkene Kathedrale.
Gemeinsam mit dem Regisseur Nicolas Stemann entwickelten sie das Kunstformat Gefahr-Bar, dessen Prinzip es ist, Veranstaltungen zu präsentieren, die aus musikalischem und literarischem Material bestehen, das erst am Tag der Aufführung entsteht und deren Aufführungsdauer die Probenzeit möglichst übersteigt.
Für das Thalia Theater, die Salzburger Festspiele und das Schauspiel Köln komponierte er gemeinsam mit Sebastian Vogel in der Spielzeit 2009/2010 die Bühnenmusiken zu Elfriede Jelineks Die Kontrakte des Kaufmanns, Gotthold Ephraim Lessings Drama Nathan der Weise sowie für Faust I/Faust II von Johann Wolfgang Goethe. Seit 2009 arbeitet er mit dem Regisseur Armin Petras zusammen, für das Maxim Gorki Theater in Berlin komponierte er u. a. die Musiken zu Werner Bräunigs Romanadaption Rummelplatz (USA, 2009) und Jonathan Littells Die Wohlgesinnten (UA, 2011), im gleichen Zeitraum entstand die Musik zur Verfilmung von Juli Zehs Roman Schilf (Regie: Claudia Lehmann). Für das Musik- und Literaturfestival Wege durch das Land (NRW) wurde 2013 der Liederzyklus Auf steigt der Mond nach Gedichten von Alexander Blok für Mezzosopran, Streichquartett, Piano und modularen Synthesizer uraufgeführt. Thomas Kürstner lebt in Berlin.

## Filmmusik (Auswahl)
- 2000: Nernich – Nirgends nichts
- 2004: Helbra
- 2007: Ulrike Maria Stuart
- 2012: Schilf. Alles was denkbar ist, existiert
- 2014: Mauerstücke (Kurzfilm)
- 2016: Dead Man Working
- 2021: Wer wir waren

## Publikationen
- mit Jenny Schily und Sebastian Vogel: Der Weltbaumeister und die Anderen. 28 wörtliche Windungen & Musik – Über ein Architekturschauspiel für symphonische Musik von Bruno Taut für Kammerorchester, Elektronik und imaginierte Stimme. Gebr. Mann, Berlin 2021.